# دانشگاه فلسطین
دانشگاه فلسطین (به عربی: جامعة فلسطين) یک مؤسسه خصوصی آموزش عالی خصوصی در فلسطین است که در الزهرا (جنوب استان غزه) واقع شده‌است. این دانشگاه در سال ۲۰۰۵ تأسیس شد.
هر تخصص دارای یک کمیته نظارت از استادان است. یک واحد آی‌تی وجود دارد که مسئول سازماندهی ارتباط بین استادان و دانشجویان از طریق UPINAR Revision و UPINAR Office Hour، با استفاده از یک برنامه فناوری توسعه یافته توسط تیم‌های دانشگاه است.
دانشگاه فلسطین مخزن دسترسی آزاد برای خروجی علمی به مراکز تحقیقاتی، کارمندان اساتید و دانشجویان ارائه می‌دهد؛ و نرم‌افزار سبک عربی منتشرکرده است.